# Кирка
Кирка (грч. Κίρκη) у грчкој митологији кћи бога Сунца Хелија и вештица која игра велику улогу у Хомеровој Одисеји и причи о Аргонаутима. Кадра да једним напитком претвори људе у свиње, она је то учинила с Одисејевим друговима кад су дошли на њено острво. Да задобије Одисејеву љубав вратила им је људски лик. Одисеј је остао код ње годину дана и готово заборавља на повратак кући.
Уз Медеју, Кирка је најпознатија чаробница у грчком миту.
По Хомеру Кирка је живјела на острву Eji, док су римски аутори замишљали њено пребивалиште у Лацију (Circaeum Promontorium), данас (Monte Circeo).
Име јој је изведено од речи јастреб или соко које је добила због њених жутих очију и крештавог (људског) гласа.